# Astilleros J.M. Armada
Astilleros J.M. Armada es un astillero español fundado en el año 1940, sus instalaciones se encuentran situadas en la parroquia de Teis (Vigo). Su principal actividad es la construcción, reparación y transformación de buques, así como también de todo tipo de estructuras flotantes en general, trabajos que la empresa continúa desarrollando actualmente.

## Historia
Los orígenes del astillero se remontan a 1940, año de su fundación por parte de un antiguo trabajador de Astilleros Cardama, por lo que la factoría en sus primeros años era conocida como «Cardamilla». En las décadas posteriores la empresa realizó reparaciones y nuevas construcciones de diversos tipos de embarcaciones, principalmente pesqueros para armadores gallegos, utilizándose la madera en la construcción de los buques hasta la década de 1980, siendo en el año 1982 cuando se producen las últimas construcciones en madera de la atarazana, concretamente barcos de pasajeros.

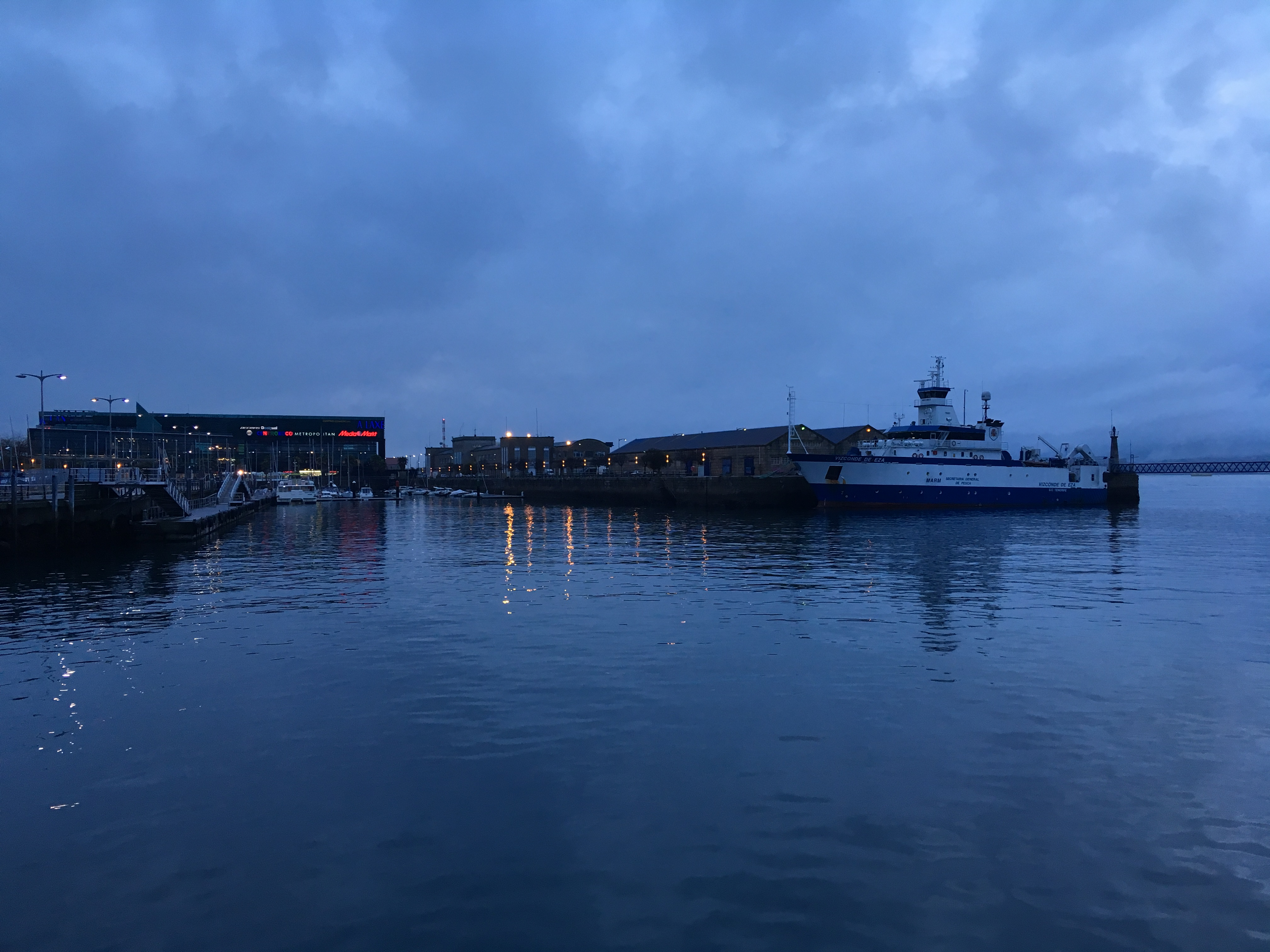
Oceanográfico Vizconde de Eza en el Puerto de Vigo.

Entre los años 2000 y 2007 en las instalaciones del astillero se construyeron tres buques oceanográficos para la Secretaría General de Pesca de España y también yates de lujo, estas construcciones surgieron fruto de la colaboración con astilleros MCíes, a los que astilleros la atarazana alquilaba una de sus gradas. Posteriormente, a principios del año 2010 la empresa se vio abocada a solicitar un concurso de acreedores, debido a impagos por parte de MCíes. No fue hasta el mes de marzo de 2016 cuando la factoría naval superó sus problemas financieros dando por concluido el proceso concursal, a partir de entonces aumentó su facturación un 20%, obteniendo unos ingresos de 2,3 millones de euros y unos beneficios de 250 000 euros en ese mismo año.

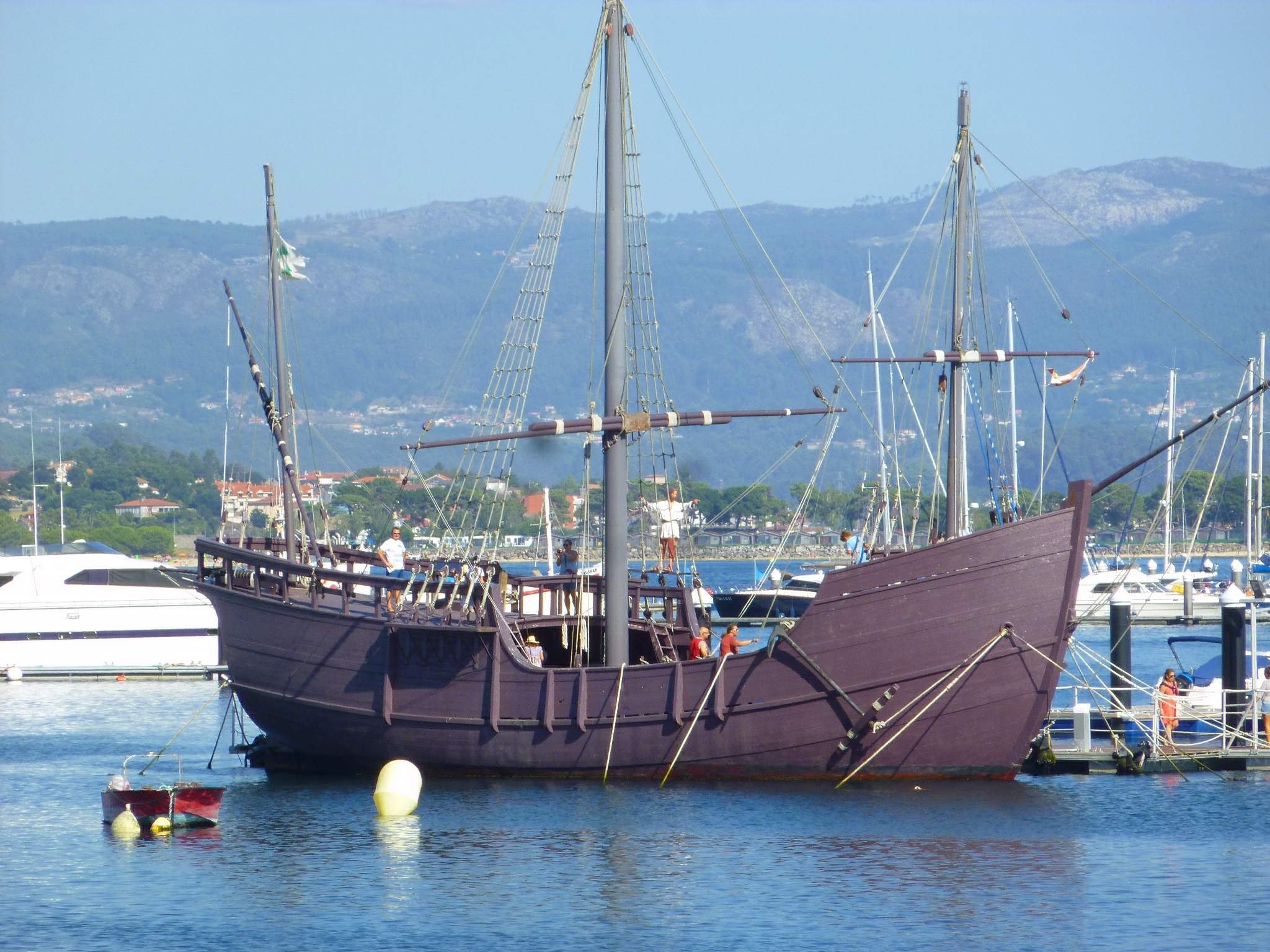
La réplica de la Carabela Pinta fue reformada por el astillero en 2022.

Tras varios años realizando solamente labores de reparación y transformación naval, en el año 2018 la empresa regresa al segmento de las nuevas construcciones gracias a la consecución de un contrato para la construcción de un barco rabelo en acero.
Entrando en la década de 2020 la principal actividad de la factoría consistió principalmente en la realización de diversos trabajos de reformas navales y transformación de buques, como por ejemplo la reparación de la réplica de la Carabela Pinta de Bayona en 2022, entre otros proyectos.
Finalizando el año 2023 el consejo de administración concluyó un proceso de fusión entre Astilleros J.M. Armada (absorbente) y Astilleros Montenegro (absorbida), manteniendo la misma propiedad, administración y dirección.

## Productos
Sus principales actividades son la reparación, mantenimiento, transformación y construcción de buques de entre 18 y 70 metros de eslora, tanto en acero como en madera. Otro importante nicho de negocio de la compañía también son los trabajos de desguace de embarcaciones.

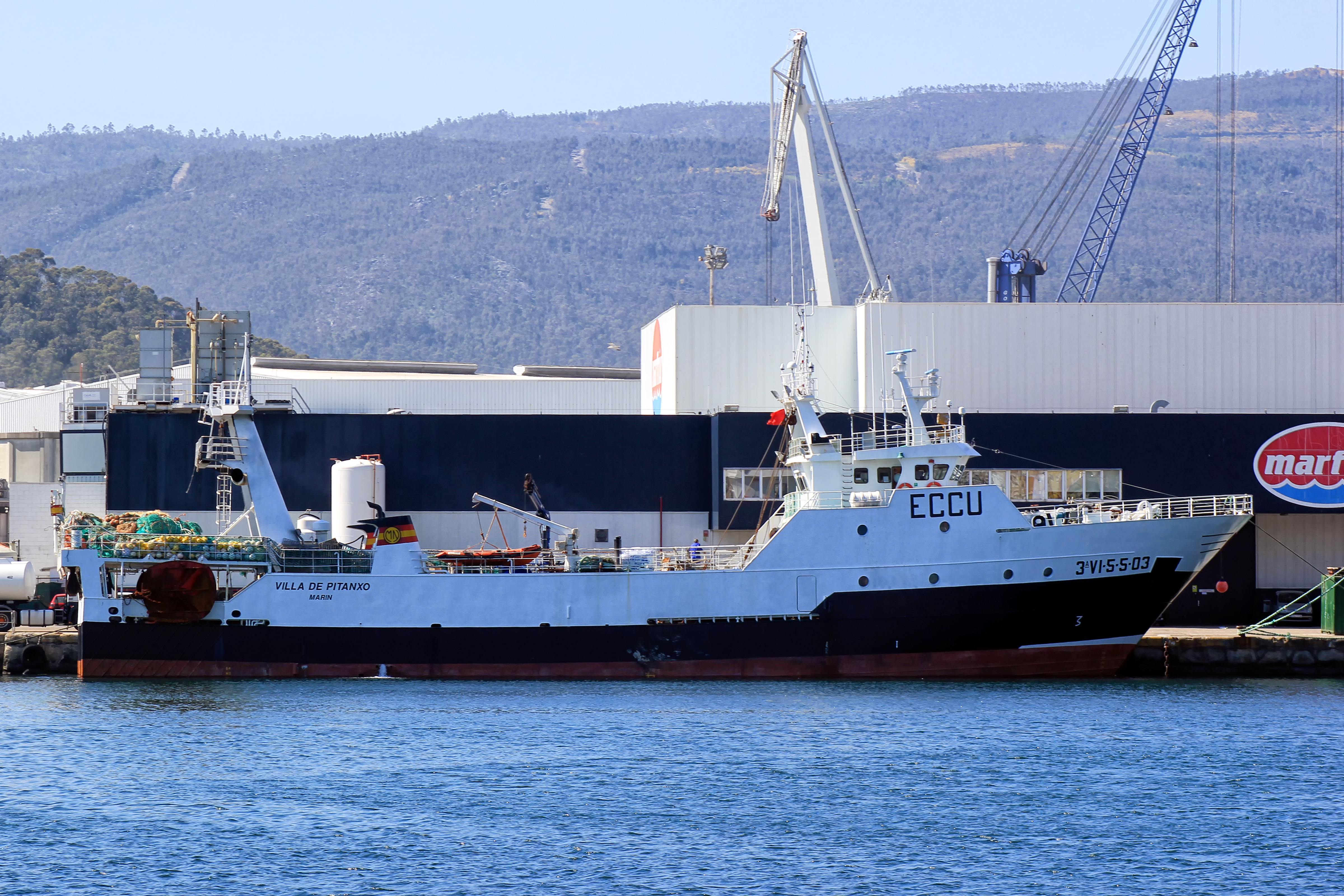
Arrastrero Villa de Pitanxo.

En lo que respecta a las nuevas construcciones de sus gradas han salido mayoritariamente pesqueros para armadores gallegos, como en la mayoría de los astilleros de la ría, entre ellos se pueden citar los palangreros Dadimar, Galopín, Nuevo Cedes, Nuevo Ramsés y Nuevo Santillana. Aunque también hizo entrega de otro tipo de buques como la draga Segundo Castillo en el año 1993.

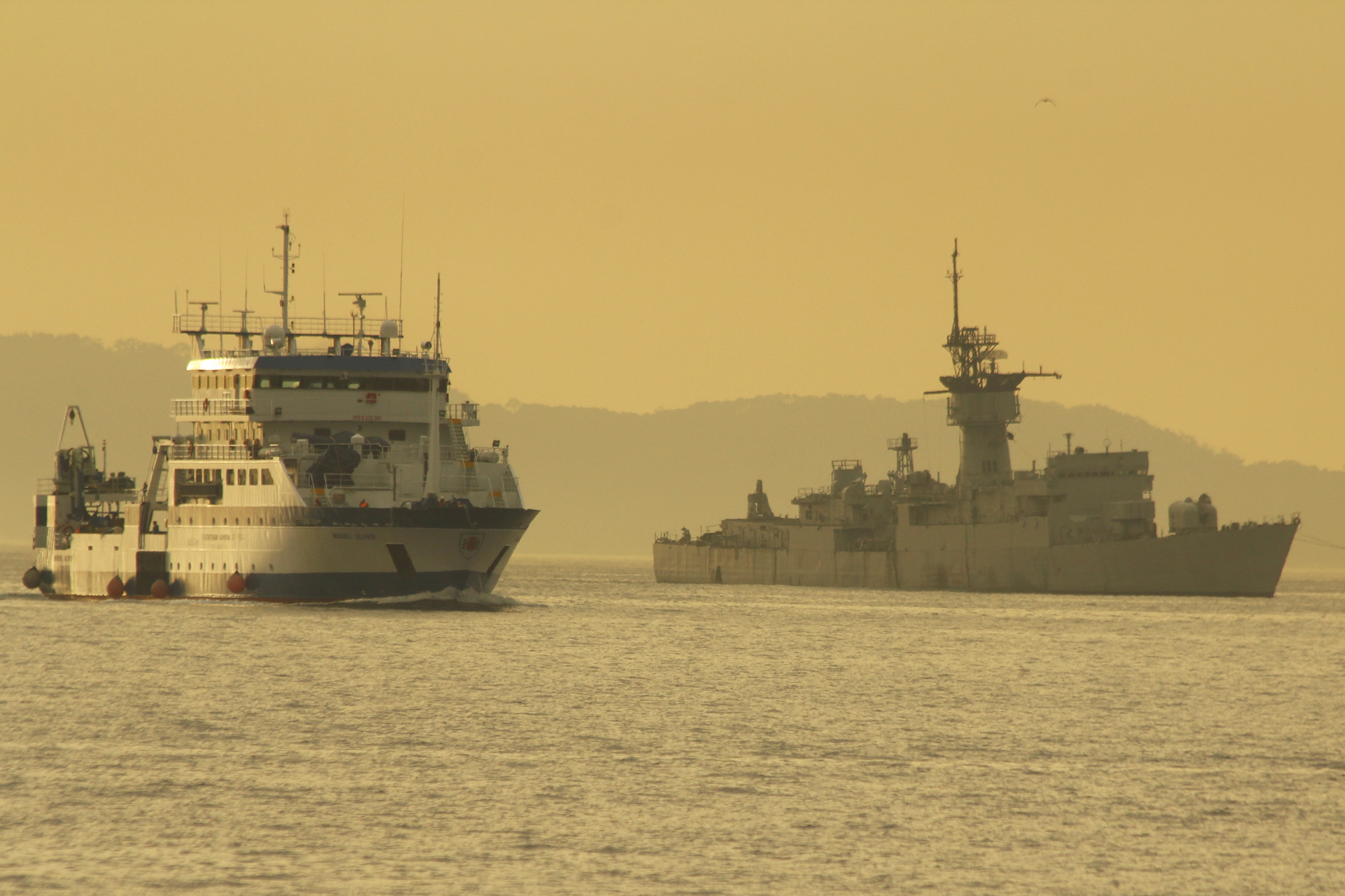
Oceanográfico Miguel Oliver.

Con todo, su periodo más prolífico en nuevas construcciones es el que abarca el decenio 2000-2010, etapa en la que el entonces denominado Astilleros Montenegro alquilaba parte de sus instalaciones al ya desaparecido astillero MCíes. Haciendo su primera incursión en los segmentos de los buques oceanográficos con las entregas a la Secretaría General de Pesca de tres unidades (Emma Bardán, Miguel Oliver y Vizconde de Eza) y de embarcaciones de recreo o yates de lujo (Centium y Samurai One). No obstante, esta diversificación de la actividad no significó que se abandonase por completo la construcción de pesqueros de años anteriores, construyendo también los arrastreros Costa do Cabo, Festeiro, Monte Meixueiro, Villa de Nores, Monte Galiñeiro y Villa de Pitanxo. Estos dos últimos tristemente famosos por haber protagonizado sendos naufragios en aguas de Terranova.
Las últimas entregas en su palmarés de nuevos buques fueron los rabelos Marufo, Socalcos y Sousão, los tres encargados por la armadora portuguesa Magnífico Douro y destinados a realizar rutas turísticas por el Duero.

## Instalaciones
Sus instalaciones están situadas en la zona de Ríos perteneciente a la parroquia de Teis en Vigo, en su zona este limitan con otra factoría naval -MetalShips & Docks- y se encuentran muy cercanas a la antigua Escuela de Transmisiones y Electrónica de la Armada (ETEA). En ellas se encuentran tres gradas destinadas a la varada de buques, un muelle flotante de reparaciones propio de 60 metros de longitud y dos grúas torre de 60 metros de alcance y 50 toneladas de elevación.